# Sprove
Sprove er en landsby i Damsholte Sogn i tæt forbindelse med Røddinge på Møn. Sprove omtales 1506 (Sprowæ). Landsbyen udskiftedes 1822.
Nordvest for landsbyen ligger blandt andet "Kong Asgers Høj", der er en af Danmarks største jættestuer. 150 m syd for den store jættestue ligger den fredede og restaurerede runddysse Sprove stordysse. Gang og kammer ses tydeligt opbygget af storsten og små, flade mellem sten. Højen er omkranset af 35 store randsten. 